# Shamsabad
Shamsabad (en persan : شمس آباد, également romanisé sous le nom de Shamsābād) est un village du district de Beyza, dans le comté de Sepidan, dans la province du Fars, en Iran. En 2006, la localité comptait 165 résidents, répartis dans 43 familles.